# Casella forta
|   | a | b | c | d | e | f | g | h |   |
| 8 | d8 blanques torre · e8 negres cavall · a7 blanques torre · a6 negres peó · e6 negres torre · f6 negres peó · g6 negres rei · h6 negres peó · a5 blanques peó · b5 negres torre · c5 negres peó · e5 negres peó · g5 negres peó · b4 negres peó · c4 blanques cavall · b3 blanques peó · f3 blanques peó · h3 blanques peó · c2 blanques peó · f2 blanques rei · g2 blanques peó | d8 blanques torre · e8 negres cavall · a7 blanques torre · a6 negres peó · e6 negres torre · f6 negres peó · g6 negres rei · h6 negres peó · a5 blanques peó · b5 negres torre · c5 negres peó · e5 negres peó · g5 negres peó · b4 negres peó · c4 blanques cavall · b3 blanques peó · f3 blanques peó · h3 blanques peó · c2 blanques peó · f2 blanques rei · g2 blanques peó | d8 blanques torre · e8 negres cavall · a7 blanques torre · a6 negres peó · e6 negres torre · f6 negres peó · g6 negres rei · h6 negres peó · a5 blanques peó · b5 negres torre · c5 negres peó · e5 negres peó · g5 negres peó · b4 negres peó · c4 blanques cavall · b3 blanques peó · f3 blanques peó · h3 blanques peó · c2 blanques peó · f2 blanques rei · g2 blanques peó | d8 blanques torre · e8 negres cavall · a7 blanques torre · a6 negres peó · e6 negres torre · f6 negres peó · g6 negres rei · h6 negres peó · a5 blanques peó · b5 negres torre · c5 negres peó · e5 negres peó · g5 negres peó · b4 negres peó · c4 blanques cavall · b3 blanques peó · f3 blanques peó · h3 blanques peó · c2 blanques peó · f2 blanques rei · g2 blanques peó | d8 blanques torre · e8 negres cavall · a7 blanques torre · a6 negres peó · e6 negres torre · f6 negres peó · g6 negres rei · h6 negres peó · a5 blanques peó · b5 negres torre · c5 negres peó · e5 negres peó · g5 negres peó · b4 negres peó · c4 blanques cavall · b3 blanques peó · f3 blanques peó · h3 blanques peó · c2 blanques peó · f2 blanques rei · g2 blanques peó | d8 blanques torre · e8 negres cavall · a7 blanques torre · a6 negres peó · e6 negres torre · f6 negres peó · g6 negres rei · h6 negres peó · a5 blanques peó · b5 negres torre · c5 negres peó · e5 negres peó · g5 negres peó · b4 negres peó · c4 blanques cavall · b3 blanques peó · f3 blanques peó · h3 blanques peó · c2 blanques peó · f2 blanques rei · g2 blanques peó | d8 blanques torre · e8 negres cavall · a7 blanques torre · a6 negres peó · e6 negres torre · f6 negres peó · g6 negres rei · h6 negres peó · a5 blanques peó · b5 negres torre · c5 negres peó · e5 negres peó · g5 negres peó · b4 negres peó · c4 blanques cavall · b3 blanques peó · f3 blanques peó · h3 blanques peó · c2 blanques peó · f2 blanques rei · g2 blanques peó | d8 blanques torre · e8 negres cavall · a7 blanques torre · a6 negres peó · e6 negres torre · f6 negres peó · g6 negres rei · h6 negres peó · a5 blanques peó · b5 negres torre · c5 negres peó · e5 negres peó · g5 negres peó · b4 negres peó · c4 blanques cavall · b3 blanques peó · f3 blanques peó · h3 blanques peó · c2 blanques peó · f2 blanques rei · g2 blanques peó | 8 |
| 7 | d8 blanques torre · e8 negres cavall · a7 blanques torre · a6 negres peó · e6 negres torre · f6 negres peó · g6 negres rei · h6 negres peó · a5 blanques peó · b5 negres torre · c5 negres peó · e5 negres peó · g5 negres peó · b4 negres peó · c4 blanques cavall · b3 blanques peó · f3 blanques peó · h3 blanques peó · c2 blanques peó · f2 blanques rei · g2 blanques peó | d8 blanques torre · e8 negres cavall · a7 blanques torre · a6 negres peó · e6 negres torre · f6 negres peó · g6 negres rei · h6 negres peó · a5 blanques peó · b5 negres torre · c5 negres peó · e5 negres peó · g5 negres peó · b4 negres peó · c4 blanques cavall · b3 blanques peó · f3 blanques peó · h3 blanques peó · c2 blanques peó · f2 blanques rei · g2 blanques peó | d8 blanques torre · e8 negres cavall · a7 blanques torre · a6 negres peó · e6 negres torre · f6 negres peó · g6 negres rei · h6 negres peó · a5 blanques peó · b5 negres torre · c5 negres peó · e5 negres peó · g5 negres peó · b4 negres peó · c4 blanques cavall · b3 blanques peó · f3 blanques peó · h3 blanques peó · c2 blanques peó · f2 blanques rei · g2 blanques peó | d8 blanques torre · e8 negres cavall · a7 blanques torre · a6 negres peó · e6 negres torre · f6 negres peó · g6 negres rei · h6 negres peó · a5 blanques peó · b5 negres torre · c5 negres peó · e5 negres peó · g5 negres peó · b4 negres peó · c4 blanques cavall · b3 blanques peó · f3 blanques peó · h3 blanques peó · c2 blanques peó · f2 blanques rei · g2 blanques peó | d8 blanques torre · e8 negres cavall · a7 blanques torre · a6 negres peó · e6 negres torre · f6 negres peó · g6 negres rei · h6 negres peó · a5 blanques peó · b5 negres torre · c5 negres peó · e5 negres peó · g5 negres peó · b4 negres peó · c4 blanques cavall · b3 blanques peó · f3 blanques peó · h3 blanques peó · c2 blanques peó · f2 blanques rei · g2 blanques peó | d8 blanques torre · e8 negres cavall · a7 blanques torre · a6 negres peó · e6 negres torre · f6 negres peó · g6 negres rei · h6 negres peó · a5 blanques peó · b5 negres torre · c5 negres peó · e5 negres peó · g5 negres peó · b4 negres peó · c4 blanques cavall · b3 blanques peó · f3 blanques peó · h3 blanques peó · c2 blanques peó · f2 blanques rei · g2 blanques peó | d8 blanques torre · e8 negres cavall · a7 blanques torre · a6 negres peó · e6 negres torre · f6 negres peó · g6 negres rei · h6 negres peó · a5 blanques peó · b5 negres torre · c5 negres peó · e5 negres peó · g5 negres peó · b4 negres peó · c4 blanques cavall · b3 blanques peó · f3 blanques peó · h3 blanques peó · c2 blanques peó · f2 blanques rei · g2 blanques peó | d8 blanques torre · e8 negres cavall · a7 blanques torre · a6 negres peó · e6 negres torre · f6 negres peó · g6 negres rei · h6 negres peó · a5 blanques peó · b5 negres torre · c5 negres peó · e5 negres peó · g5 negres peó · b4 negres peó · c4 blanques cavall · b3 blanques peó · f3 blanques peó · h3 blanques peó · c2 blanques peó · f2 blanques rei · g2 blanques peó | 7 |
| 6 | d8 blanques torre · e8 negres cavall · a7 blanques torre · a6 negres peó · e6 negres torre · f6 negres peó · g6 negres rei · h6 negres peó · a5 blanques peó · b5 negres torre · c5 negres peó · e5 negres peó · g5 negres peó · b4 negres peó · c4 blanques cavall · b3 blanques peó · f3 blanques peó · h3 blanques peó · c2 blanques peó · f2 blanques rei · g2 blanques peó | d8 blanques torre · e8 negres cavall · a7 blanques torre · a6 negres peó · e6 negres torre · f6 negres peó · g6 negres rei · h6 negres peó · a5 blanques peó · b5 negres torre · c5 negres peó · e5 negres peó · g5 negres peó · b4 negres peó · c4 blanques cavall · b3 blanques peó · f3 blanques peó · h3 blanques peó · c2 blanques peó · f2 blanques rei · g2 blanques peó | d8 blanques torre · e8 negres cavall · a7 blanques torre · a6 negres peó · e6 negres torre · f6 negres peó · g6 negres rei · h6 negres peó · a5 blanques peó · b5 negres torre · c5 negres peó · e5 negres peó · g5 negres peó · b4 negres peó · c4 blanques cavall · b3 blanques peó · f3 blanques peó · h3 blanques peó · c2 blanques peó · f2 blanques rei · g2 blanques peó | d8 blanques torre · e8 negres cavall · a7 blanques torre · a6 negres peó · e6 negres torre · f6 negres peó · g6 negres rei · h6 negres peó · a5 blanques peó · b5 negres torre · c5 negres peó · e5 negres peó · g5 negres peó · b4 negres peó · c4 blanques cavall · b3 blanques peó · f3 blanques peó · h3 blanques peó · c2 blanques peó · f2 blanques rei · g2 blanques peó | d8 blanques torre · e8 negres cavall · a7 blanques torre · a6 negres peó · e6 negres torre · f6 negres peó · g6 negres rei · h6 negres peó · a5 blanques peó · b5 negres torre · c5 negres peó · e5 negres peó · g5 negres peó · b4 negres peó · c4 blanques cavall · b3 blanques peó · f3 blanques peó · h3 blanques peó · c2 blanques peó · f2 blanques rei · g2 blanques peó | d8 blanques torre · e8 negres cavall · a7 blanques torre · a6 negres peó · e6 negres torre · f6 negres peó · g6 negres rei · h6 negres peó · a5 blanques peó · b5 negres torre · c5 negres peó · e5 negres peó · g5 negres peó · b4 negres peó · c4 blanques cavall · b3 blanques peó · f3 blanques peó · h3 blanques peó · c2 blanques peó · f2 blanques rei · g2 blanques peó | d8 blanques torre · e8 negres cavall · a7 blanques torre · a6 negres peó · e6 negres torre · f6 negres peó · g6 negres rei · h6 negres peó · a5 blanques peó · b5 negres torre · c5 negres peó · e5 negres peó · g5 negres peó · b4 negres peó · c4 blanques cavall · b3 blanques peó · f3 blanques peó · h3 blanques peó · c2 blanques peó · f2 blanques rei · g2 blanques peó | d8 blanques torre · e8 negres cavall · a7 blanques torre · a6 negres peó · e6 negres torre · f6 negres peó · g6 negres rei · h6 negres peó · a5 blanques peó · b5 negres torre · c5 negres peó · e5 negres peó · g5 negres peó · b4 negres peó · c4 blanques cavall · b3 blanques peó · f3 blanques peó · h3 blanques peó · c2 blanques peó · f2 blanques rei · g2 blanques peó | 6 |
| 5 | d8 blanques torre · e8 negres cavall · a7 blanques torre · a6 negres peó · e6 negres torre · f6 negres peó · g6 negres rei · h6 negres peó · a5 blanques peó · b5 negres torre · c5 negres peó · e5 negres peó · g5 negres peó · b4 negres peó · c4 blanques cavall · b3 blanques peó · f3 blanques peó · h3 blanques peó · c2 blanques peó · f2 blanques rei · g2 blanques peó | d8 blanques torre · e8 negres cavall · a7 blanques torre · a6 negres peó · e6 negres torre · f6 negres peó · g6 negres rei · h6 negres peó · a5 blanques peó · b5 negres torre · c5 negres peó · e5 negres peó · g5 negres peó · b4 negres peó · c4 blanques cavall · b3 blanques peó · f3 blanques peó · h3 blanques peó · c2 blanques peó · f2 blanques rei · g2 blanques peó | d8 blanques torre · e8 negres cavall · a7 blanques torre · a6 negres peó · e6 negres torre · f6 negres peó · g6 negres rei · h6 negres peó · a5 blanques peó · b5 negres torre · c5 negres peó · e5 negres peó · g5 negres peó · b4 negres peó · c4 blanques cavall · b3 blanques peó · f3 blanques peó · h3 blanques peó · c2 blanques peó · f2 blanques rei · g2 blanques peó | d8 blanques torre · e8 negres cavall · a7 blanques torre · a6 negres peó · e6 negres torre · f6 negres peó · g6 negres rei · h6 negres peó · a5 blanques peó · b5 negres torre · c5 negres peó · e5 negres peó · g5 negres peó · b4 negres peó · c4 blanques cavall · b3 blanques peó · f3 blanques peó · h3 blanques peó · c2 blanques peó · f2 blanques rei · g2 blanques peó | d8 blanques torre · e8 negres cavall · a7 blanques torre · a6 negres peó · e6 negres torre · f6 negres peó · g6 negres rei · h6 negres peó · a5 blanques peó · b5 negres torre · c5 negres peó · e5 negres peó · g5 negres peó · b4 negres peó · c4 blanques cavall · b3 blanques peó · f3 blanques peó · h3 blanques peó · c2 blanques peó · f2 blanques rei · g2 blanques peó | d8 blanques torre · e8 negres cavall · a7 blanques torre · a6 negres peó · e6 negres torre · f6 negres peó · g6 negres rei · h6 negres peó · a5 blanques peó · b5 negres torre · c5 negres peó · e5 negres peó · g5 negres peó · b4 negres peó · c4 blanques cavall · b3 blanques peó · f3 blanques peó · h3 blanques peó · c2 blanques peó · f2 blanques rei · g2 blanques peó | d8 blanques torre · e8 negres cavall · a7 blanques torre · a6 negres peó · e6 negres torre · f6 negres peó · g6 negres rei · h6 negres peó · a5 blanques peó · b5 negres torre · c5 negres peó · e5 negres peó · g5 negres peó · b4 negres peó · c4 blanques cavall · b3 blanques peó · f3 blanques peó · h3 blanques peó · c2 blanques peó · f2 blanques rei · g2 blanques peó | d8 blanques torre · e8 negres cavall · a7 blanques torre · a6 negres peó · e6 negres torre · f6 negres peó · g6 negres rei · h6 negres peó · a5 blanques peó · b5 negres torre · c5 negres peó · e5 negres peó · g5 negres peó · b4 negres peó · c4 blanques cavall · b3 blanques peó · f3 blanques peó · h3 blanques peó · c2 blanques peó · f2 blanques rei · g2 blanques peó | 5 |
| 4 | d8 blanques torre · e8 negres cavall · a7 blanques torre · a6 negres peó · e6 negres torre · f6 negres peó · g6 negres rei · h6 negres peó · a5 blanques peó · b5 negres torre · c5 negres peó · e5 negres peó · g5 negres peó · b4 negres peó · c4 blanques cavall · b3 blanques peó · f3 blanques peó · h3 blanques peó · c2 blanques peó · f2 blanques rei · g2 blanques peó | d8 blanques torre · e8 negres cavall · a7 blanques torre · a6 negres peó · e6 negres torre · f6 negres peó · g6 negres rei · h6 negres peó · a5 blanques peó · b5 negres torre · c5 negres peó · e5 negres peó · g5 negres peó · b4 negres peó · c4 blanques cavall · b3 blanques peó · f3 blanques peó · h3 blanques peó · c2 blanques peó · f2 blanques rei · g2 blanques peó | d8 blanques torre · e8 negres cavall · a7 blanques torre · a6 negres peó · e6 negres torre · f6 negres peó · g6 negres rei · h6 negres peó · a5 blanques peó · b5 negres torre · c5 negres peó · e5 negres peó · g5 negres peó · b4 negres peó · c4 blanques cavall · b3 blanques peó · f3 blanques peó · h3 blanques peó · c2 blanques peó · f2 blanques rei · g2 blanques peó | d8 blanques torre · e8 negres cavall · a7 blanques torre · a6 negres peó · e6 negres torre · f6 negres peó · g6 negres rei · h6 negres peó · a5 blanques peó · b5 negres torre · c5 negres peó · e5 negres peó · g5 negres peó · b4 negres peó · c4 blanques cavall · b3 blanques peó · f3 blanques peó · h3 blanques peó · c2 blanques peó · f2 blanques rei · g2 blanques peó | d8 blanques torre · e8 negres cavall · a7 blanques torre · a6 negres peó · e6 negres torre · f6 negres peó · g6 negres rei · h6 negres peó · a5 blanques peó · b5 negres torre · c5 negres peó · e5 negres peó · g5 negres peó · b4 negres peó · c4 blanques cavall · b3 blanques peó · f3 blanques peó · h3 blanques peó · c2 blanques peó · f2 blanques rei · g2 blanques peó | d8 blanques torre · e8 negres cavall · a7 blanques torre · a6 negres peó · e6 negres torre · f6 negres peó · g6 negres rei · h6 negres peó · a5 blanques peó · b5 negres torre · c5 negres peó · e5 negres peó · g5 negres peó · b4 negres peó · c4 blanques cavall · b3 blanques peó · f3 blanques peó · h3 blanques peó · c2 blanques peó · f2 blanques rei · g2 blanques peó | d8 blanques torre · e8 negres cavall · a7 blanques torre · a6 negres peó · e6 negres torre · f6 negres peó · g6 negres rei · h6 negres peó · a5 blanques peó · b5 negres torre · c5 negres peó · e5 negres peó · g5 negres peó · b4 negres peó · c4 blanques cavall · b3 blanques peó · f3 blanques peó · h3 blanques peó · c2 blanques peó · f2 blanques rei · g2 blanques peó | d8 blanques torre · e8 negres cavall · a7 blanques torre · a6 negres peó · e6 negres torre · f6 negres peó · g6 negres rei · h6 negres peó · a5 blanques peó · b5 negres torre · c5 negres peó · e5 negres peó · g5 negres peó · b4 negres peó · c4 blanques cavall · b3 blanques peó · f3 blanques peó · h3 blanques peó · c2 blanques peó · f2 blanques rei · g2 blanques peó | 4 |
| 3 | d8 blanques torre · e8 negres cavall · a7 blanques torre · a6 negres peó · e6 negres torre · f6 negres peó · g6 negres rei · h6 negres peó · a5 blanques peó · b5 negres torre · c5 negres peó · e5 negres peó · g5 negres peó · b4 negres peó · c4 blanques cavall · b3 blanques peó · f3 blanques peó · h3 blanques peó · c2 blanques peó · f2 blanques rei · g2 blanques peó | d8 blanques torre · e8 negres cavall · a7 blanques torre · a6 negres peó · e6 negres torre · f6 negres peó · g6 negres rei · h6 negres peó · a5 blanques peó · b5 negres torre · c5 negres peó · e5 negres peó · g5 negres peó · b4 negres peó · c4 blanques cavall · b3 blanques peó · f3 blanques peó · h3 blanques peó · c2 blanques peó · f2 blanques rei · g2 blanques peó | d8 blanques torre · e8 negres cavall · a7 blanques torre · a6 negres peó · e6 negres torre · f6 negres peó · g6 negres rei · h6 negres peó · a5 blanques peó · b5 negres torre · c5 negres peó · e5 negres peó · g5 negres peó · b4 negres peó · c4 blanques cavall · b3 blanques peó · f3 blanques peó · h3 blanques peó · c2 blanques peó · f2 blanques rei · g2 blanques peó | d8 blanques torre · e8 negres cavall · a7 blanques torre · a6 negres peó · e6 negres torre · f6 negres peó · g6 negres rei · h6 negres peó · a5 blanques peó · b5 negres torre · c5 negres peó · e5 negres peó · g5 negres peó · b4 negres peó · c4 blanques cavall · b3 blanques peó · f3 blanques peó · h3 blanques peó · c2 blanques peó · f2 blanques rei · g2 blanques peó | d8 blanques torre · e8 negres cavall · a7 blanques torre · a6 negres peó · e6 negres torre · f6 negres peó · g6 negres rei · h6 negres peó · a5 blanques peó · b5 negres torre · c5 negres peó · e5 negres peó · g5 negres peó · b4 negres peó · c4 blanques cavall · b3 blanques peó · f3 blanques peó · h3 blanques peó · c2 blanques peó · f2 blanques rei · g2 blanques peó | d8 blanques torre · e8 negres cavall · a7 blanques torre · a6 negres peó · e6 negres torre · f6 negres peó · g6 negres rei · h6 negres peó · a5 blanques peó · b5 negres torre · c5 negres peó · e5 negres peó · g5 negres peó · b4 negres peó · c4 blanques cavall · b3 blanques peó · f3 blanques peó · h3 blanques peó · c2 blanques peó · f2 blanques rei · g2 blanques peó | d8 blanques torre · e8 negres cavall · a7 blanques torre · a6 negres peó · e6 negres torre · f6 negres peó · g6 negres rei · h6 negres peó · a5 blanques peó · b5 negres torre · c5 negres peó · e5 negres peó · g5 negres peó · b4 negres peó · c4 blanques cavall · b3 blanques peó · f3 blanques peó · h3 blanques peó · c2 blanques peó · f2 blanques rei · g2 blanques peó | d8 blanques torre · e8 negres cavall · a7 blanques torre · a6 negres peó · e6 negres torre · f6 negres peó · g6 negres rei · h6 negres peó · a5 blanques peó · b5 negres torre · c5 negres peó · e5 negres peó · g5 negres peó · b4 negres peó · c4 blanques cavall · b3 blanques peó · f3 blanques peó · h3 blanques peó · c2 blanques peó · f2 blanques rei · g2 blanques peó | 3 |
| 2 | d8 blanques torre · e8 negres cavall · a7 blanques torre · a6 negres peó · e6 negres torre · f6 negres peó · g6 negres rei · h6 negres peó · a5 blanques peó · b5 negres torre · c5 negres peó · e5 negres peó · g5 negres peó · b4 negres peó · c4 blanques cavall · b3 blanques peó · f3 blanques peó · h3 blanques peó · c2 blanques peó · f2 blanques rei · g2 blanques peó | d8 blanques torre · e8 negres cavall · a7 blanques torre · a6 negres peó · e6 negres torre · f6 negres peó · g6 negres rei · h6 negres peó · a5 blanques peó · b5 negres torre · c5 negres peó · e5 negres peó · g5 negres peó · b4 negres peó · c4 blanques cavall · b3 blanques peó · f3 blanques peó · h3 blanques peó · c2 blanques peó · f2 blanques rei · g2 blanques peó | d8 blanques torre · e8 negres cavall · a7 blanques torre · a6 negres peó · e6 negres torre · f6 negres peó · g6 negres rei · h6 negres peó · a5 blanques peó · b5 negres torre · c5 negres peó · e5 negres peó · g5 negres peó · b4 negres peó · c4 blanques cavall · b3 blanques peó · f3 blanques peó · h3 blanques peó · c2 blanques peó · f2 blanques rei · g2 blanques peó | d8 blanques torre · e8 negres cavall · a7 blanques torre · a6 negres peó · e6 negres torre · f6 negres peó · g6 negres rei · h6 negres peó · a5 blanques peó · b5 negres torre · c5 negres peó · e5 negres peó · g5 negres peó · b4 negres peó · c4 blanques cavall · b3 blanques peó · f3 blanques peó · h3 blanques peó · c2 blanques peó · f2 blanques rei · g2 blanques peó | d8 blanques torre · e8 negres cavall · a7 blanques torre · a6 negres peó · e6 negres torre · f6 negres peó · g6 negres rei · h6 negres peó · a5 blanques peó · b5 negres torre · c5 negres peó · e5 negres peó · g5 negres peó · b4 negres peó · c4 blanques cavall · b3 blanques peó · f3 blanques peó · h3 blanques peó · c2 blanques peó · f2 blanques rei · g2 blanques peó | d8 blanques torre · e8 negres cavall · a7 blanques torre · a6 negres peó · e6 negres torre · f6 negres peó · g6 negres rei · h6 negres peó · a5 blanques peó · b5 negres torre · c5 negres peó · e5 negres peó · g5 negres peó · b4 negres peó · c4 blanques cavall · b3 blanques peó · f3 blanques peó · h3 blanques peó · c2 blanques peó · f2 blanques rei · g2 blanques peó | d8 blanques torre · e8 negres cavall · a7 blanques torre · a6 negres peó · e6 negres torre · f6 negres peó · g6 negres rei · h6 negres peó · a5 blanques peó · b5 negres torre · c5 negres peó · e5 negres peó · g5 negres peó · b4 negres peó · c4 blanques cavall · b3 blanques peó · f3 blanques peó · h3 blanques peó · c2 blanques peó · f2 blanques rei · g2 blanques peó | d8 blanques torre · e8 negres cavall · a7 blanques torre · a6 negres peó · e6 negres torre · f6 negres peó · g6 negres rei · h6 negres peó · a5 blanques peó · b5 negres torre · c5 negres peó · e5 negres peó · g5 negres peó · b4 negres peó · c4 blanques cavall · b3 blanques peó · f3 blanques peó · h3 blanques peó · c2 blanques peó · f2 blanques rei · g2 blanques peó | 2 |
| 1 | d8 blanques torre · e8 negres cavall · a7 blanques torre · a6 negres peó · e6 negres torre · f6 negres peó · g6 negres rei · h6 negres peó · a5 blanques peó · b5 negres torre · c5 negres peó · e5 negres peó · g5 negres peó · b4 negres peó · c4 blanques cavall · b3 blanques peó · f3 blanques peó · h3 blanques peó · c2 blanques peó · f2 blanques rei · g2 blanques peó | d8 blanques torre · e8 negres cavall · a7 blanques torre · a6 negres peó · e6 negres torre · f6 negres peó · g6 negres rei · h6 negres peó · a5 blanques peó · b5 negres torre · c5 negres peó · e5 negres peó · g5 negres peó · b4 negres peó · c4 blanques cavall · b3 blanques peó · f3 blanques peó · h3 blanques peó · c2 blanques peó · f2 blanques rei · g2 blanques peó | d8 blanques torre · e8 negres cavall · a7 blanques torre · a6 negres peó · e6 negres torre · f6 negres peó · g6 negres rei · h6 negres peó · a5 blanques peó · b5 negres torre · c5 negres peó · e5 negres peó · g5 negres peó · b4 negres peó · c4 blanques cavall · b3 blanques peó · f3 blanques peó · h3 blanques peó · c2 blanques peó · f2 blanques rei · g2 blanques peó | d8 blanques torre · e8 negres cavall · a7 blanques torre · a6 negres peó · e6 negres torre · f6 negres peó · g6 negres rei · h6 negres peó · a5 blanques peó · b5 negres torre · c5 negres peó · e5 negres peó · g5 negres peó · b4 negres peó · c4 blanques cavall · b3 blanques peó · f3 blanques peó · h3 blanques peó · c2 blanques peó · f2 blanques rei · g2 blanques peó | d8 blanques torre · e8 negres cavall · a7 blanques torre · a6 negres peó · e6 negres torre · f6 negres peó · g6 negres rei · h6 negres peó · a5 blanques peó · b5 negres torre · c5 negres peó · e5 negres peó · g5 negres peó · b4 negres peó · c4 blanques cavall · b3 blanques peó · f3 blanques peó · h3 blanques peó · c2 blanques peó · f2 blanques rei · g2 blanques peó | d8 blanques torre · e8 negres cavall · a7 blanques torre · a6 negres peó · e6 negres torre · f6 negres peó · g6 negres rei · h6 negres peó · a5 blanques peó · b5 negres torre · c5 negres peó · e5 negres peó · g5 negres peó · b4 negres peó · c4 blanques cavall · b3 blanques peó · f3 blanques peó · h3 blanques peó · c2 blanques peó · f2 blanques rei · g2 blanques peó | d8 blanques torre · e8 negres cavall · a7 blanques torre · a6 negres peó · e6 negres torre · f6 negres peó · g6 negres rei · h6 negres peó · a5 blanques peó · b5 negres torre · c5 negres peó · e5 negres peó · g5 negres peó · b4 negres peó · c4 blanques cavall · b3 blanques peó · f3 blanques peó · h3 blanques peó · c2 blanques peó · f2 blanques rei · g2 blanques peó | d8 blanques torre · e8 negres cavall · a7 blanques torre · a6 negres peó · e6 negres torre · f6 negres peó · g6 negres rei · h6 negres peó · a5 blanques peó · b5 negres torre · c5 negres peó · e5 negres peó · g5 negres peó · b4 negres peó · c4 blanques cavall · b3 blanques peó · f3 blanques peó · h3 blanques peó · c2 blanques peó · f2 blanques rei · g2 blanques peó | 1 |
|   | a | b | c | d | e | f | g | h |   |

Una casella forta (concepte que en anglès denominen outpost), és una casella que està protegida per un peó propi, i que no pot ser atacada per un peó rival. Al diagrama de la dreta (de la partida Anand-Ivantxuk, Melody Amber, 2001, c4 és una casella forta, ocupada pel cavall blanc. No pot ser atacada per peons negres, perquè no hi ha peó a la columna-d, i el peó negre de la columna-b és massa avançat.
Les caselles fortes són una posició molt favorable des de la qual iniciar un atac, particularment fent servir un cavall. La raó per la qual una casella forta és tant poderosa és que una peça menor que s'hi situï és immune a l'atac de les peces majors rivals (torres i dames) a causa de la defensa que en fa el mateix peó, mentre que si el rival desitja atacar-la amb un peó, llavors haurà de debilitar la seva pròpia estructura de peons.
Els cavalls són més eficients quan estan a prop de les posicions enemigues; això és degut al seu curt radi d'acció, al contrari que els alfils, torres i dames. Són també més efectius al centre de l'escaquer que a les vores. Per tant, el més desitjable seria tenir una casella forta en una de les columnes centrals (c,d,e o f) i en una fila avançada (per exemple, a la 6a), i ocupar-la amb un cavall. El coneixement de les caselles fortes i de la seva efectivitat és crucial per explotar situacions de peó de dama aïllat.
D'altra banda, Aaron Nimzowitsch sostenia que si la casella forta és en un flanc (columnes a,b,g o h), llavors la peça ideal per ocupar-la és una torre. Això és degut al fet que la torre pot pressionar en totes les caselles al llarg de la fila. Nimzowitsch en general va tractar la qüestió de les caselles fortes a la seva obra de referència Mein System.